# Borstjärnen
Borstjärnen är en sjö i Bodens kommun i Norrbotten och ingår i Luleälvens huvudavrinningsområde. Sjön har en area på 0,197 kvadratkilometer och ligger 116,1 meter över havet. Sjön avvattnas av vattendraget Forsträskbäcken.

## Delavrinningsområde
Borstjärnen ingår i det delavrinningsområde (735508-173107) som SMHI kallar för Utloppet av Forsträsket. Medelhöjden är 96 meter över havet och ytan är 29,28 kvadratkilometer. Det finns inga avrinningsområden uppströms utan avrinningsområdet är högsta punkten. Forsträskbäcken som avvattnar avrinningsområdet har biflödesordning 2, vilket innebär att vattnet flödar genom totalt 2 vattendrag innan det når havet efter 110 kilometer. Avrinningsområdet består mestadels av skog (55 procent) och sankmarker (17 procent). Avrinningsområdet har 4,22 kvadratkilometer vattenytor vilket ger det en sjöprocent på 14,4 procent.